# Catalaphyllia jardinei
Catalaphyllia jardinei is een rifkoralensoort uit de familie van de Caryophylliidae. De wetenschappelijke naam van de soort is voor het eerst geldig gepubliceerd in 1893 door Saville-Kent. Hij is vernoemd naar Frank Jardine, een Schots-Austrailische kolonisator die verantwoordelijk was voor de onteigening van de Aboriginals.
De soort komt voor in het zuidwestelijke en noordelijke deel van de Indische Oceaan, in het Indo-Pacifisch gebied, in Zuidoost-Azië, Japan, in de Oost-Chinese Zee, in het West-Pacifisch gebied en bij Fiji. Ze staat op de Rode Lijst van de IUCN geklasseerd als 'kwetsbaar'.